# عصر اژدها: د ویل‌گارد
عصر اژدها: د ویل‌گارد (به انگلیسی: Dragon Age: The Veilguard) یک بازی ویدئویی در سبک نقش‌آفرینی اکشن است که توسط بایوور توسعه یافته و به‌وسیلهٔ الکترونیک آرتس منتشر شده است. این چهارمین قسمت اصلی از فرنچایز عصر اژدها و دنباله‌ای برای عصر اژدها: تفتیش عقاید (۲۰۱۴) به‌شمار می‌رود. داستان بازی ده سال پس از تفتیش عقاید روایت می‌شود، و مکان‌های جدیدی را در دنیای خیالی ثداس برای بازیکنان به نمایش می‌گذارد.
توسعه این بازی در سال ۲۰۱۵ آغاز شد، اما به دلایلی نظیر تغییرات اساسی طراحی و.. این بازی با تاخیرهای فراوان رو به رو بوده است. این بازی در سال ۲۰۲۲ با نام عصر اژدها: دد وولف معرفی شد، و در ژوئن ۲۰۲۴ به عنوان عصر اژدها: د ویل‌گارد تغییر نام داد.
عصر اژدها: د ویل‌گارد در تاریخ ۳۱ اکتبر ۲۰۲۴، برای پلت‌فرم‌های مایکروسافت ویندوز، پلی‌استیشن ۵ و ایکس‌باکس سری اکس/اس منتشر شد. بازی به‌طور کلی با واکنش‌های مثبتی از سوی منتقدان همراه بود، که عملکرد تیم بازیگری، نمایش شخصیت‌های اقلیت جنسی، گرافیک و طراحی مراحل آن مورد تحسین قرار گرفت، اما منتقدان نسبت به داستان، جنبه‌های نوشتاری و مبارزات انتقاداتی داشتند. این بازی نامزد بازی سال در جوایز گلدن جوی‌استیک، و بهتری قابلیت در گیم آواردز ۲۰۲۴ شد.